# Wehr (Einheit)
Wehr war ein deutsches Flächenmaß im Bergbau. Je nach Lachtergröße änderten sich auch die Folgemaße. Die nachfolgenden Maße waren am meisten in Anwendung:
- 1 Wehr = 2 Lehen
- 1 Lehen = 7 Lachter lang und breit = 49 Quadratlachter
- 4 Lehen = 1 Maße = 2 Wehr
- 3 Wehr = 1 Fundgrube
- In Eisleben war 1 Lehen auf dem Flöß = 66 Lachter lang und 22 Lachter breit = ¼ Fundgrube

Lehen waren im eigentlichen Sinn im Bergbau die übertragenen Rechte an den Gruben und Einrichtungen. Das Wertvollste waren die Hauptlehen, die sogenannten Fundgruben. Gegenteil waren die Bei- oder Nebenlehen.